# Кэн Такакура
Кэн Такакура (яп. 高倉 健 Такакура Кэн), настоящее имя Гоити Ода (яп. 小田 剛一 Ода Го:ити, 16 февраля 1931, Китакюсю — 10 ноября 2014, Токио) — японский актёр и певец, лауреат около двух десятков кинематографических и нескольких государственных наград. Наиболее известен изображением «героев-одиночек», в частности, наряду с Кодзи Цурутой, известен как одно из олицетворений «благородного якудзы».

## Биография
Гоити Ода родился в Накаме (префектура Фукуока); его отец был военным моряком, мать — учительницей. При учёбе в старшей школе он увлекался боксом и айкидо; как считается, в юности он также неоднократно был свидетелем борьбы банд якудзы за влияние на чёрном рынке послевоенной Фукуоки, что использовал позднее в создании своего образа.
В 1954 году Гоити окончил Университет Мэйдзи в Токио. В 1955 году он случайно оказался в районе кастинга, проводимого кинокомпанией Toei, и решил в нём поучаствовать.
Такакура дебютировал на экране в 1956 году в фильме Denko Karate Uchi. На фоне конфликта поколений в послевоенной Японии активно развивался жанр «бандитского кино», оказавшийся для Кэна Такакуры удачной нишей. Его «прорыв к славе» состоялся в фильме «Тюрьма Абасири» и его сиквеле Abashiri Bangaichi: Bokyohen (Abashiri Prison: Longing for Home) 1965 года, в которых он сыграл антигероя, бывшего мошенника. За период своё карьеры на Toei до ухода оттуда в 1976 году Такакура снялся более чем в 180 фильмах.
Международная известность пришла к Такакуре после исполнения одной из главных ролей майора Ямагути в военном фильме 1970 года «Слишком поздно, герой» и фильме Сидни Поллака 1974 года «Якудза», а наиболее известны на Западе, вероятно, его роль полицейского Масахиро Мацумото в «Чёрном дожде» Ридли Скотта (1989) и роль в комедии Фреда Скеписи «Мистер бейсбол» (1992).
К концу века Такакура большей частью отошёл от съёмок, снявшись за 2000-е годы лишь в трёх фильмах: «Пути в тысячу миль» Чжан Имоу (2005), а также Hotaru (2001) и Anata e (2012) Ясуо Фурухаты.
Такакура умер 10 ноября 2014 года в Токио в 83-летнем возрасте на фоне развившейся лимфомы

## Избранная фильмография
Полная фильмография Кэна Такакуры составляет более двухсот фильмов; в некоторых из них он также исполнил главную музыкальную тему.
- 1965 — Беглец из прошлого
- 1968 — Странствующий мститель
- 1973 — Голго-13
- 1974 — Якудза
- 1975 — 109-й идёт без остановок
- 1976 — Опасная погоня
- 1977 — Жёлтый платочек счастья
- 1978 — Никогда не сдаваться
- 1983 — Антарктическая история
- 1989 — Чёрный дождь
- 1992 — Мистер бейсбол
- 2005 — Путь в тысячу миль